# Costa del Piceno - San Nicola a mare
Costa del Piceno - San Nicola a mare este o arie protejată (sit de importanță comunitară — SCI) din Italia întinsă pe o suprafață de 43 ha, integral marine.

## Localizare
Centrul sitului Costa del Piceno - San Nicola a mare este situat la coordonatele 43°00′14″N 13°52′12″E / 43.004°N 13.87°E.

## Înființare
Situl Costa del Piceno - San Nicola a mare a fost declarat sit de importanță comunitară în ianuarie 2017 pentru a proteja 2 specii de animale.

## Biodiversitate
Situată în ecoregiunea continentală, aria protejată conține 2 habitate naturale: Recifuri, Bancuri de nisip acoperite în permanență slab de apă marină.
La baza desemnării sitului se află mai multe specii protejate:
- mamifere (1): delfin mare (Tursiops truncatus)
- reptile (1): Caretta caretta

Pe lângă speciile protejate, pe teritoriul sitului au mai fost identificate 2 specii de mamifere, 8 specii de pești.